# Patrick Bettoni
Patrick Bettoni (Winterthur, 29 dicembre 1975) è un allenatore di calcio ed ex calciatore svizzero con cittadinanza italiana, di ruolo portiere.

## Carriera

### Giocatore
Ha iniziato la carriera nel Baden, nella serie B elvetica, dove ha giocato per tre stagioni totalizzando 54 presenze. Dopo un periodo di prova è stato ingaggiato dal L.R. Vicenza, secondo di Brivio nella stagione 1998-1999, debuttando il 7 marzo 1999 in casa contro il Cagliari.
Acquistato dall'Ascoli nel mercato estivo del 1999 gioca due campionati da titolare in serie C1, per poi passare nell'agosto del 2001 alla Reggiana, sempre in serie C1.
Ritornato in patria, nel 2002, al Neuchâtel Xamax, vi gioca per due campionati, per poi passare nel 2005 agli Young Boys di Berna. Nel luglio del 2006 passa al Thun.

### Allenatore
Nella stagione 2009-10 approda nel campionato regionale di Eccellenza abruzzese nelle file del Guardiagrele (società della provincia di Chieti) nel quale riveste anche il ruolo di preparatore dei portieri, per passare nella stagione successiva al Calcio Francavilla e continuare nel ruolo di preparatore dei portieri nel settore giovanile dello Sporting Casoli.
Nell'estate del 2011 passa alla Virtus Lanciano, sempre in qualità di preparatore dei portieri, società dalla quale divorzierà un anno dopo per tornare in svizzera a svolgere il medesimo ruolo al Thun.